# Estadio José Gregorio Martínez
Het Estadio José Gregorio Martínez is een multifunctioneel stadion in Chalatenango, een stad in El Salvador. Het stadion heeft als bijnaam 'El SombrarO'.

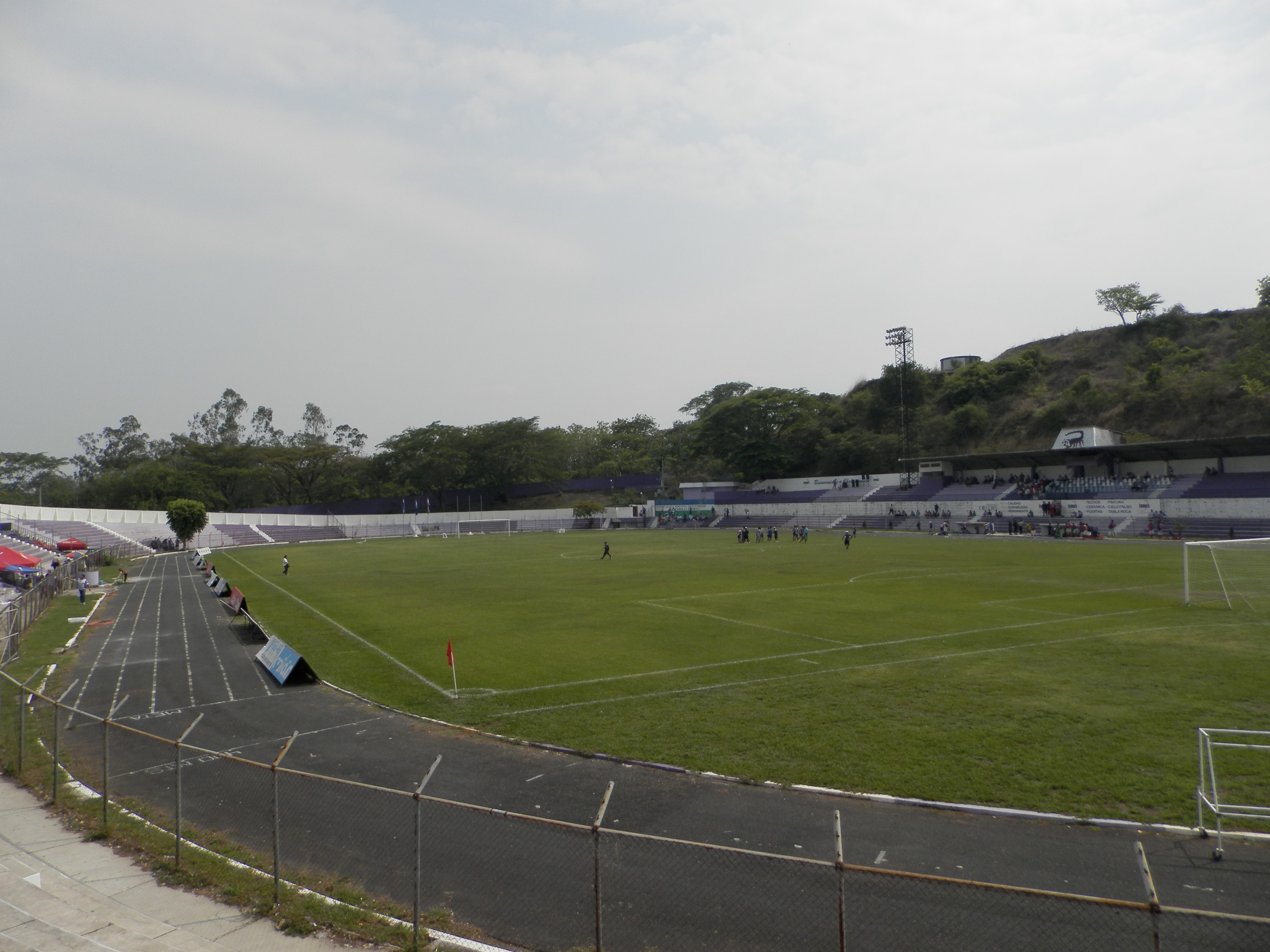
Uitzicht op het Jose Gregorio Martinez Chalatenango-stadion

Het stadion wordt vooral gebruikt voor voetbalwedstrijden, de voetbalclub AD Chalatenango maakt gebruik van dit stadion. In het stadion is plaats voor 15.000 toeschouwers.